# Сибирский 30-й стрелковый полк
30-й сибирский стрелковый полк — пехотная воинская часть Русской Императорской армии.
Полковой праздник — 1 июля.
Старшинство по состоянию на 1914 год: 30 октября 1899 г.

## История
Из 4-го и 5-го батальонов Владивостокского крепостного пехотного полка к 30 октября 1899 года во 2-й Владивостокский крепостной пехотный полк трёхбатальонного состава. 30 октября 1903 года переформирован в 30-й Восточно-Сибирский стрелковый полк двухбатальонного состава. 10 февраля 1904 года приведён в трёхбатальонный состав. К лету 1905 года приведен в четырёхбатальонный состав. С 20 февраля 1910 года – 30-й Сибирский стрелковый полк. В 1916 году сибирский стрелковый полк прошел сквозь газовую атаку «атака мертвецов».

## Боевые кампании полка
В 1904—1905 годах составлял гарнизон Владивостокской крепости.
Августовская операция (с 8 февраля по 21 февраля 1915 года).
Первая мировая война 1914—1918

## Знаки отличия полка к 1914
- Простое знамя без надписи, пожалованное в 1899 году.

## Командиры полка
- 7 апреля 1908 – 1 апреля 1915 гг.– Ижицкий Михаил Викентьевич;
- 16 июля 1915 – 8 июля 1917 гг. – Изюмов Александр Николаевич.[2]